# جامعة غويلف
جامعة غويلف (بالإنجليزية: University of Guelph)‏ جامعة كندية تقع في مدينة غويلف في مقاطعة أونتاريو.

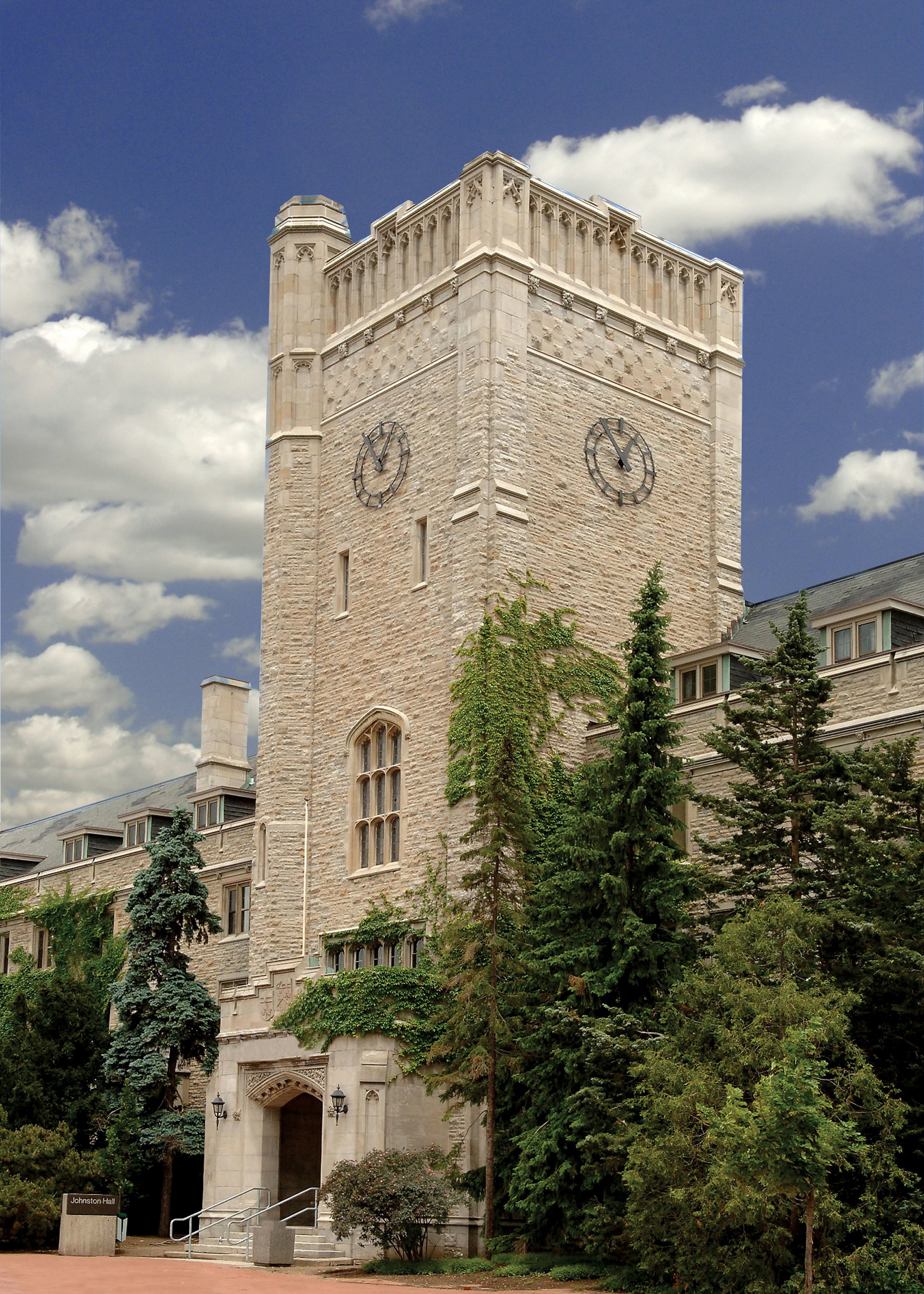

## تأسيس الجامعة
أسست الجامعة عام 1964. رغم أنها تشمل كليات في مجالات مختلفة، إلا أنها تعرف بتفوقها في علوم الحياة بفروعها.

## مكانة الجامعة
حصلت الجامعة على الترتيب الرابع كأفضل جامعة شاملة (بمعنى وجود البحث العلمي إلى جانب تعدد في برامج التدريس) على مستوى كندا في تقييم أعدته مجلة مكلينز عام 2008. هي إحدى أهم الجامعات الكندية التي تمنح شهادة البكالوريوس في الزراعة.